# Mayim Bialik
Mayim Chaya Bialik (San Diego, California, 12 de diciembre de 1975) es una actriz, escritora, cantante, neurocientífica y doctora estadounidense.
Es mundialmente conocida por sus papeles de Blossom Russo en la comedia de situación de principios de los 90, Blossom, de Amy Farrah Fowler en la serie de televisión The Big Bang Theory y de Kat Silver en el Sitcom Call Me Kat del 2021. También es una de las dos presentadoras alternas en el programa de juegos Jeopardy! después de albergar dos semanas en junio de 2021. 
En el medio científico y literario, estudió neurociencia en la UCLA, y ha escrito varios libros sobre cambios emocionales de los niños y su relación con los padres, entre ellos, Beyond the Sling: A Real-Life Guide to Raising Confident, Loving Children the Attachment Parenting Way.

## Biografía
Bialik nació en California en el seno de una familia judía. Sus abuelos fueron refugiados del Holocausto, que emigraron desde Hungría, Polonia y Checoslovaquia.
Su carrera como actriz comenzó a finales de la década de 1980. Su primer papel fue la película de terror Pumpkinhead (1988) y también hizo apariciones como invitada en The Facts of Life. Fue por su trabajo en La bella y la bestia, en la que interpretaba a una chica pobre llamada Ellie (donde tenía cerca de 10 líneas de diálogo), por el que Bialik obtuvo su Screen Actors Guild (su tarjeta del sindicato de actores).
En 1987 participó en el vídeo de la canción de Michael Jackson Liberian Girl, perteneciente al álbum Bad (1987), específicamente en la parte en donde una chica canta y salta en un puesto de frutas. En los créditos finales del vídeo, aparecía su nombre después del de Don King.
Su primera aparición cinematográfica fue en la película Beaches (Eternamente amigas en España), papel por el que ganó un premio como «Mejor actriz joven en una película fantástica o cómica». Posteriormente trabajó en series de televisión como MacGyver, Murphy Brown, Webster y Doogie Howser, M.D.. En 1990 consiguió su primer papel protagonista en una serie de televisión, la comedia de situación Molloy, que fue cancelada tras una única temporada.

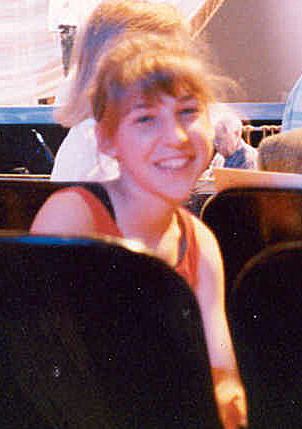
M.B en 1989.

Su éxito definitivo llegó en 1991 con la serie juvenil Blossom, en la que interpretaba a una inteligente adolescente que ha de enfrentarse a los problemas de la juventud en un hogar que comparte con su padre músico y sus dos hermanos.
Al concluir la serie, Bialik decidió centrarse en sus estudios y solo regresó a la actuación para interpretar pequeños papeles. Se matriculó en la Universidad de UCLA, a pesar de ser admitida en universidades más prestigiosas como Harvard o Yale, para permanecer cerca de sus padres.
En el año 2000 se graduó en neurociencia y estudios judaicos y hebreos. En 2007 obtuvo el doctorado en neurociencia, defendiendo una tesis doctoral centrada en el hipotálamo y el trastorno obsesivo-compulsivo en el síndrome de Prader-Willi.
Tras diez años retirada de las pantallas, Mayim Bialik reapareció en la película cómica Kalamazoo, a finales de 2005. También apareció en un episodio de la serie cómica Larry David, como Jodi Funkhouser, la hija lesbiana de un amigo del protagonista. Bialik tuvo además un papel importante en las series Fat Actress y Siete en el paraíso.
En 2010 apareció en el último capítulo de la tercera temporada de la serie de comedia The Big Bang Theory, donde interpreta a Amy Farrah Fowler, una chica con personalidad afín a Sheldon Cooper, a quien conoce en una cita a ciegas organizada por sus amigos Howard y Raj. A partir de la cuarta temporada se convirtió en un personaje recurrente de la serie. Formó parte del elenco de personajes principales hasta el final de la serie. Curiosamente, fue citada dos años antes de su aparición en la serie como «la chica que actuaba en Blossom» en el episodio "The Bat Jar Conjeture" (1x13) haciendo referencia a que la actriz posee un doctorado en neurobiología. También a modo de curiosidad, su papel en la serie es de una investigadora en neurobiología.
Igualmente, participó brevemente en Bones, temporada 4, capítulo 20.
En 2010 Mayim Bialik presentó su primer libro titulado Beyond the Sling: A Real-Life Guide to Raising Confident, Loving Children the Attachment Parenting Way. (Más allá de las ataduras: una guía para la vida real sobre la crianza de hijos seguros y amorosos. La vía para la crianza a través del apego).
El 15 de agosto de 2012, Mayim sufrió un accidente automovilístico mientras circulaba en un Volvo blanco y fue embestida por el vehículo de unos turistas en un cruce. Bialik sufrió un severo corte en el pulgar de la mano izquierda por lo que fue trasladada urgentemente al hospital más cercano. En un principio, se temía que pudiera perder la falange, pero unas horas más tarde fue la propia artista quien tranquilizó a sus seguidores mediante un tuit que escribió su marido: «conservaré todos mis dedos».
A finales del año 2013, Bialik vuelve a escribir y lanzar un libro sobre comida vegana y saludable, titulado Mayim's Vegan Table, en el cual desarrolla numerosas recetas veganas, ya que la actriz es vegana.

## Vida personal
La actriz estuvo casada con Michael Stone del que se separó en 2012 por diferencias irreconciliables. Con él, tiene dos hijos, Miles Roosevelt Bialik Stone, nacido el 10 de octubre de 2005, y Frederick Heschel Bialik Stone, nacido el 15 de agosto de 2008.
En 2010, Bialik volvió a la televisión para poder pasar más tiempo con sus hijos, y dijo: «estoy contenta de haber terminado mi doctorado y estoy muy orgullosa de ello, pero la vida de un profesor investigador no se adecuaba a mis necesidades en cuanto a qué tipo de crianza quería dar a mis hijos». Bialik ha sido relacionada con algunas tesis contrarias a las conclusiones de la ciencia convencional, como la anti-vacuna y la homeopatía, aunque públicamente se desligó del movimiento antivacunas.
En una entrevista de 2012, Bialik dijo que se llamaría a sí misma «aspirante ortodoxa moderna». Precisamente, ha aparecido en varios cameos de YouTube como Blossom y Amy Farrah Fowler haciendo preguntas sobre las creencias judías. Los vídeos son producidos por Allison Josephs, compañera de estudios de Judaísmo de Bialik, a quien conoció con la ayuda de socios en la Torá.
Bialik es una portavoz de la celebridad para la red de madres holísticos.
Además, es vegana y miembro fundadora del Instituto V'Aretz Shamayim.
Bialik habló en la graduación de Penn State Lehigh Valley de 2011 en Bethlehem, Pensilvania. Fue oradora principal en la conferencia nacional de la Ciencia Profesores de la Asociación Nacional de 2014 en Boston.
A principios del 2014 se reveló que Bialik ocupaba el sexto puesto de lo más buscado en Google. Por esa razón, la actriz tuiteó: um... así que soy al parecer la sexta persona más buscada en Google en estos momentos. Justo después de Usher y antes de Godzilla 2014. LOL. gracias @ heatherlweiss por rockear esta campaña de publicidad para mi libro que es tan difícil. De Howard Stern a Neil Degrasse Tyson a Wendy Williams para el show de hoy, ¡algo está funcionando!

## Filmografía
| Cine | Cine                             | Cine                           | Cine                            | Cine |
| Año  | Título                           | Papel                          | Notas                           |      |
| ---- | -------------------------------- | ------------------------------ | ------------------------------- | ---- |
| 1988 | Beaches                          | Joven Cecilia 'CC' Carol Bloom |                                 |      |
| 1988 | Pumpkinhead                      | Wallace kid                    |                                 |      |
| 1994 | Don't Drink the Water            | Susan Hollander                |                                 |      |
| 2005 | Kalamazoo?                       | Maggie Goldman                 |                                 |      |
| 2011 | The Chicago 8                    | Nancy Kurshan                  |                                 |      |
| 2012 | Scooby-Doo! Music of the Vampire | Maria (Voz)                    |                                 |      |
| 2015 | The Flight Before Christmas      | Sthepanie Michelle Hunt        |                                 |      |
| 2023 | As They Made Us                  | N/A                            | Director, productor y guionista |      |

| Televisión - Actriz | Televisión - Actriz                                   | Televisión - Actriz | Televisión - Actriz |
| Año                 | Título                                                | Papel               | Notas |
| ------------------- | ----------------------------------------------------- | ------------------- | --- |
| 1987                | Beauty and the Beast                                  | Ellie               | Episodio: "No Way Down" |
| 1988                | The Facts of Life                                     | Jennifer Cole       | Episodios: "The Beginning of the Beginning", "The Beginning of the End" |
| 1988–1989           | Webster                                               | Frieda Gonzalez     | Personaje recurrente |
| 1989–1990           | Empty Nest                                            | Laurie Kincaid      | Episodios: "The R.N. Who Came to Dinner", "Harry Knows Best" |
| 1989–1990           | MacGyver                                              | Lisa Woodman        | Recurrente |
| 1990                | Doogie Howser, M.D.                                   | Candace             | Episodio: "Ask Dr. Doogie" |
| 1990                | Molloy                                                | Molloy Martin       | Episodios: "Pilot", "Surprise" |
| 1990                | Murphy Brown                                          | Natalie             | Episodio: "I Want My FYI" |
| 1990–1995           | Blossom                                               | Blossom Russo       | 114 episodios |
| 1991                | Sea World's Mother Earth Celebration (on Nickelodeon) | Ella misma          | Interpretó a una adicta a las compras que no sabe nada acerca de los animales y la naturaleza hasta que oye las experiencias de sus amigos. Su barrio misteriosamente "se va volando" a Sea World, donde es capaz de utilizar sus nuevos conocimientos y aprender más datos.  |
| 1993                | The Hidden Room                                       | Jillie              | Episodio: "Jillie" |
| 1994                | Don't Drink the Water                                 | Susan Hollander     | Remake televisivo de Woody Allen |
| 1994                | Friends                                               | Bailarina #2        | Cameo |
| 1994–1995           | The John Larroquette Show                             | Rachel              | Episodios: "The Book of Rachel", "Rachel and Ton", "Rachel Redux" |
| 1998                | Welcome to Paradox                                    | Rita                | Episodio: "Alien Jane" |
| 2005                | Fat Actress                                           | Herself             | Episodios: "The Koi Effect", "Holy Lesbo Batman" |
| 2005                | 7th Heaven                                            | Cathy               | Episodio: "Dick" |
| 2005, 2007          | Curb Your Enthusiasm                                  | Jodi Funkhauser     | Episodios: "The Bowtie", "The TiVo Guy", "The Ida Funkhouser Roadside Memorial" |
| 2009                | Salvando a Grace                                      | Esther              | Episodio: "Mooooooooo" |
| 2009                | What Not To Wear                                      | Ella misma          | Clinton Kelly nominated her for the show, having been a fan of hers since Blossom |
| 2009                | Bones                                                 | Genie Gormon        | Episodio: "The Cinderella in the Cardboard" |
| 2010                | The Secret Life of the American Teenager              | Dr. Wilameena Bink  | Episodios: "You Don’t Know What You’ve Got...", "Just Say Me", "Let's Try That Again", "The Rhythm of Life" |
| 2010                | 'Til Death                                            | Herself             | Episodios: "The Break-Up", "Merit Play", "Baby Steps" |
| 2010–2019           | The Big Bang Theory                                   | Amy Farrah Fowler   | Presentada al final de la tercera temporada, aparece desde la 4.ª temporada constantemente. |
| 2020-2023           | Call Me Kat                                           | Kat Silver          | Kat Silver se presenta como una mujer soltera de 39 años que recientemente dejó su trabajo como profesora universitaria después de la muerte de su padre, y utilizó el dinero que se suponía que iba a gastar en su boda para perseguir su sueño de abrir un café para gatos. |
| 2021-2023           | Jeopardy!                                             | Moderadora          | 185 episodios de la versión sindicada, 22 episodios en horario estelar de ABC durante las series 37-39. Lanzado en diciembre de 2023 después de abandonar el programa durante disputas laborales en Hollywood. Alternado con Ken Jennings.                                    |

| Televisión - doblaje | Televisión - doblaje                | Televisión - doblaje       | Televisión - doblaje                                                      |
| Año                  | Título                              | Papel                      | Notas                                                                     |
| -------------------- | ----------------------------------- | -------------------------- | ------------------------------------------------------------------------- |
| 1992                 | The Kingdom Chums: Original Top Ten | Petey                      |                                                                           |
| 1995, 1996           | The Adventures of Hyperman          | Brittany Bright            | Episodios: #1.1 and "Oceans a Leavin'"                                    |
| 1996                 | The Real Adventures of Jonny Quest  | Lucy                       | Episodio: "The Alchemist"                                                 |
| 1996                 | The Real Adventures of Jonny Quest  | Julia/French Woman         | Episodio: "Assault on Questworld:                                         |
| 1996, 1999           | Hey Arnold!                         | Maria                      | Episodios: "6th Grade Girls/The Baseball", "Dinner for Four/Phoebe Skips" |
| 1997                 | Johnny Bravo                        | Guía turístico             | Episodio: "Going Batty/Berry the Butler/Red Faced in the White House"     |
| 1997                 | Extreme Ghostbusters                | Chica del futuro in Future | Episodio: "Ghost Apocalyptic Future"                                      |
| 1997, 1998, 2000     | Recess                              | Kirsten Kurst              | Episodios: "The Break-In", "The Girl Was Trouble", "The Ratings Game"     |
| 2003                 | X2: Wolverine's Revenge             | Bush Pilot, May Deuce      | video game                                                                |
| 2003, 2004           | Kim Possible                        | Justine Flanner            | Episodios: "The Secret Files", "Partners"                                 |
| 2005                 | Katbot                              | Paula                      | never aired                                                               |

## Obras

### Nación Grok
Bialik fundó Grok Nation (originalmente llamado GrokNation) en agosto de 2015 para que personas de diferentes edades y orígenes puedan tener conversaciones sobre temas contemporáneos. Su objetivo era involucrar a los lectores en conversaciones en línea que conduzcan a acciones fuera de línea, movilizando a las personas para cambiar el mundo como comunidad. Para asimilar medios para entender de una manera profunda. El término proviene de la novela de ciencia ficción de 1961 Forastero en tierra extraña por Robert A. Heinlein. Bialik había estado escribiendo en un área similar para Kveller, el sitio para padres judíos afiliado a JTA, durante cinco años. Anunció y describió su nueva creación en el sitio.
Junto con la ex escritora y editora de Sassy , Christina Kelly, relanzó Grok Nation como un sitio de estilo de vida para mujeres en marzo de 2018. En marzo de 2019, el sitio dejó de actualizarse, y el nuevo contenido pasó al boletín de noticias por correo electrónico de Bialik.

### Libros
Bialik ha escrito dos libros con el pediatra Jay Gordon y dos por ella misma. Beyond the Sling trata sobre la crianza de los hijos con apego , mientras que Mayim's Vegan Table contiene más de cien recetas veganas escritas por Bialik. Su tercer libro, llamado Girling Up , trata sobre las luchas y las formas en que las niñas crecen mientras muestra las formas científicas en las que sus cuerpos cambian. El sucesor de Girling Up , Boying Up, fue lanzado el 8 de mayo de 2018. El libro analiza la ciencia, la anatomía y la mentalidad de crecer como hombre, además de discutir los cambios físicos y mentales y los desafíos que enfrentan los niños durante la transición de la adolescencia a la edad adulta.

### Artículo de opinión enThe New York Times
Después de que surgieron las acusaciones de conducta sexual inapropiada de Harvey Weinstein , Bialik escribió un artículo de opinión en The New York Times en el que describía la industria del entretenimiento como una "que se beneficia de la explotación de las mujeres ... [y] la cosificación de las mujeres". Con respecto a protegerse del acoso sexual, Bialik escribió que se vestía con modestia y no actuaba con coquetería con los hombres, y agregó: "En un mundo perfecto, las mujeres deberían ser libres de actuar como quieran. Pero nuestro mundo no es perfecto. Nada - absolutamente nada - excusa a los hombres por agredir o abusar de las mujeres. Pero no podemos ser ingenuos sobre la cultura en la que vivimos ". El artículo de Bialik provocó una reacción inmediata de los críticos que dijeron que ella estaba insinuando que la modestia y un guardarropa conservador pueden proteger a uno contra la agresión sexual, y Patricia Arquette tuiteó: "Tengo que decir que estaba vestida de manera no provocativa a los 12 años caminando a casa desde la escuela cuando los hombres se masturbaban en yo. No es la ropa ". En respuesta, Bialik declaró que lamentó que el artículo "se convirtiera en lo que se convirtió" y participó en un Facebook Live presentado por The New York Times para responder preguntas sobre el artículo.

### Película
Bialik ha escrito y dirigido su primera película, As They Made Us, sobre una madre divorciada que hace malabarismos con las necesidades de su familia y su propia búsqueda del amor. Se planea que Dustin Hoffman y Candice Bergen protagonicen. Simon Helberg , excompañero de reparto de The Big Bang Theory de Bialik , también está previsto que aparezca en la película.
Originalmente se esperaba que la película se estrenara a fines de 2020, pero la pandemia de COVID-19 ha retrasado la filmación . A partir de enero de 2021 , el proyecto está a la espera de financiación adicional. Ash Christian también estaba vinculado al proyecto, pero murió en agosto de 2020.

### Otras obras escritas
- Bialik, Mayim (2017) Girling Up: How to be Strong, Smart and Spectacular. Libros Philomel. ISBN 9780399548604 .
- Bialik, Mayim (2018) Boying Up: Cómo ser valiente, audaz y brillante. Libros Philomel. ISBN 9780525515975 .[18]

## Premios y nominaciones
| Year | Award                                                 | Category                                                              | Nominee             | Result   |
| ---- | ----------------------------------------------------- | --------------------------------------------------------------------- | ------------------- | -------- |
| 1988 | Premio Artista Joven                                  | Mejor actriz joven en una película de comedia o fantasía              | Beaches             | Ganadora |
| 1990 | Premio Artista Joven                                  | Mejor actriz joven invitada en una serie de televisión                |                     | Nominada |
| 1992 | Premio Artista Joven                                  | Mejor actriz joven en una nueva serie de televisión                   | Blossom             | Nominada |
| 1993 | Premio Artista Joven                                  | Mejor comediante joven en una serie de televisión                     | Blossom             | Nominada |
| 2012 | Premio Primetime Emmy                                 | Mejor actriz de reparto en una serie de comedia                       | The Big Bang Theory | Nominada |
| 2012 | Premio de la Asociación de Cine y Televisión en Línea | Actuación sobresaliente de un conjunto en una serie de comedia        | The Big Bang Theory | Ganadora |
| 2012 | Premio del Gremio de Actores de Cine                  | Mejor Actriz de Reparto - Serie, Miniserie o Película para Televisión | The Big Bang Theory | Nominada |
| 2012 | Premio satélite                                       | Mejor Actriz de Reparto - Serie, Miniserie o Película para Televisión | The Big Bang Theory | Nominada |
| 2013 | Premio Primetime Emmy                                 | Mejor actriz de reparto en una serie de comedia                       | The Big Bang Theory | Nominada |
| 2013 | Premio de la Asociación de Cine y Televisión en Línea | Mejor actriz de reparto en una serie de comedia                       | The Big Bang Theory | Ganadora |
| 2013 | Premio del Gremio de Actores de Cine                  | Actuación sobresaliente de un conjunto en una serie de comedia        | The Big Bang Theory | Nominada |
| 2014 | Premio Primetime Emmy                                 | Mejor actriz de reparto en una serie de comedia                       | The Big Bang Theory | Nominada |
| 2014 | Screen Actors Guild Award                             | Actuación sobresaliente de un conjunto en una serie de comedia        | The Big Bang Theory | Nominada |
| 2014 | Screen Actors Guild Award                             | Mejor actuación de una actriz en una serie de comedia                 | The Big Bang Theory | Nominada |
| 2014 | Premio de la Asociación de Cine y Televisión en Línea | Mejor actriz de reparto en una serie de comedia                       | The Big Bang Theory | Nominada |
| 2014 | Premio de televisión Critics 'Choice                  | Mejor actriz de reparto en una serie de comedia                       | The Big Bang Theory | Nominada |
| 2014 | Premio Joven Hollywood                                | Mejor pareja en pantalla (con Jim Parsons )                           | The Big Bang Theory | Nominada |
| 2014 | Premio TV Guide                                       | Dúo favorito (con Jim Parsons )                                       | The Big Bang Theory | Nominada |
| 2015 | Premio del Gremio de Actores de Cine                  | Actuación sobresaliente de un conjunto en una serie de comedia        | The Big Bang Theory | Nominada |
| 2015 | Premio de la Asociación de Cine y Televisión en Línea | Mejor actriz de reparto en una serie de comedia                       | The Big Bang Theory | Nominada |
| 2015 | Premio de televisión Critics 'Choice                  | Mejor actriz de reparto en una serie de comedia                       | The Big Bang Theory | Nominada |
| 2015 | Premio Primetime Emmy                                 | Mejor actriz de reparto en una serie de comedia                       | The Big Bang Theory | Nominada |
| 2016 | Premio del Gremio de Actores de Cine                  | Actuación sobresaliente de un conjunto en una serie de comedia        | The Big Bang Theory | Nominada |
| 2016 | Premio de la Asociación de Cine y Televisión en Línea | Mejor actriz de reparto en una serie de comedia                       | The Big Bang Theory | Nominada |
| 2016 | Premio de televisión Critics 'Choice                  | Mejor actriz de reparto en una serie de comedia                       | The Big Bang Theory | Ganadora |
| 2017 | Premio del Gremio de Actores de Cine                  | Actuación sobresaliente de un conjunto en una serie de comedia        | The Big Bang Theory | Nominada |
| 2017 | Premio de la Asociación de Cine y Televisión en Línea | Mejor actriz de reparto en una serie de comedia                       | The Big Bang Theory | Nominada |
| 2018 | Premio de televisión Critics 'Choice                  | Mejor actriz de reparto en una serie de comedia                       | The Big Bang Theory | Ganadora |
| 2019 | Judío en la ciudad judía ortodoxa All Stars           | Premio Keter Shem Tov                                                 | Ella misma          | Ganadora |